# John Payne (musicista)
John Payne (29 settembre 1958) è un musicista e cantante britannico.

## Carriera
Negli anni '80 ha collaborato, tra gli altri, con Roger Daltrey.
Dal 1992 al 2006 è stato il cantante e bassista del gruppo rock Asia; abbandonata la band, nel 2007 è il fondatore degli Asia featuring John Payne. Con questa band ha inciso otto album in studio, diversi album dal vivo e ha intrapreso tour internazionali.
Dal 2006 al 2008 è stato uno dei membri del gruppo GPS,  e nel 2009 ha fondato il supergruppo The Rock Pack, insieme a Steve Walsh e Lou Gramm.

Nel 2017 insieme a Erik Norlander, per rispetto dopo la morte di John Wetton e per evitare confusione con il gruppo originario, guidato da Geoffrey Downes, ha rinominato gli "Asia Featuring John Paynes" come "Dukes of the Orient", nome utilizzato per pubblicare nuovo materiale,  continuando però con l'altra denominazione per l'esibizione del materiale precedente risalente appunto agli Asia.
Oltre ad essere cantante e bassista, è anche chitarrista, compositore, ingegnere del suono e produttore discografico.

## Discografia

### Con gli Asia

#### Album in studio
- Aqua (1992)
- Aria (1994)
- Arena (1996)
- Archiva 1 (1996)
- Archiva 2 (1996)
- Rare (1999)
- Aura (2000)
- Silent Nation (2004)

#### Live
- Live at the Town & Country
- Live Acoustic
- Live in Philadelphia
- Live in Osaka
- Live in Köln
- America: Live in the USA

#### Live DVD
- "America: Live in the USA" (2003)

### Asia featuring John Payne

#### Live
- Extended Versions, also released as Scandinavia (2007)

#### Studio albums
- Military Man (EP) (2009)
- Recollections: A Tribute to British Prog (2014)

### Dukes of the Orient
- Dukes of the Orient (2018)
- Freakshow (2020)

'